# Ernst Happel
Ernst Franz Hermann Happel (29 tháng 11 năm 1925 – 14 tháng 11 năm 1992) là một cầu thủ bóng đá và huấn luyện viên người Áo.
Happel là một trong những huấn luyện viên thành công nhất trong lịch sử, giành được danh hiệu vô địch quốc gia và cúp quốc gia ở Hà Lan, Bỉ, Tây Đức và Áo. Happel cũng giành 2 Cúp C1 châu Âu vào năm 1970 với Feijenoord và 1983 với Hamburger SV, giành ngôi á quân FIFA World Cup 1978 cùng Hà Lan. Ông cũng là huấn luyện viên đầu tiên dành 2 danh hiệu lớn ở 2 câu lạc bộ khác nhau ở châu Âu, cùng với Ottmar Hitzfeld, Jupp Heynckes, Carlo Ancelotti và José Mourinho.

## Sự nghiệp
| Team             | From                     | To                        | Record | Record | Record | Record | Record | Record |
| Team             | From                     | To                        | G      | W      | D      | L      | Win %  |        |
| ---------------- | ------------------------ | ------------------------- | ------ | ------ | ------ | ------ | ------ | ------ |
| ADO Den Haag     |                          |                           |        |        |        |        |        |        |
| Feyenoord        |                          |                           |        |        |        |        |        |        |
| Real Betis       |                          |                           |        |        |        |        |        |        |
| F.C. Brugge      |                          |                           |        |        |        |        |        |        |
| K.R.C. Harelbeke |                          |                           |        |        |        |        |        |        |
| Netherlands      | ngày 31 tháng 8 năm 1977 | ngày 25 tháng 6 năm 1978  |        |        |        |        |        |        |
| Standard Liège   | ngày 1 tháng 7 năm 1979  | ngày 30 tháng 6 năm 1981  |        |        |        |        |        |        |
| Hamburger SV     | ngày 1 tháng 7 năm 1981  | ngày 30 tháng 6 năm 1987  | 257    | 141    | 59     | 57     | 054,86 |        |
| Wacker Innsbruck | ngày 1 tháng 7 năm 1987  | ngày 1 tháng 12 năm 1991  |        |        |        |        |        |        |
| Austria          | ngày 1 tháng 1 năm 1992  | ngày 14 tháng 11 năm 1992 |        |        |        |        |        |        |
| Total            | Total                    | Total                     | 257    | 141    | 59     | 57     | 054,86 |        |

## Danh hiệu

### Cầu thủ
- Austrian Football Bundesliga (6):
  - 1946, 1948, 1951, 1952, 1954, 1957
- Austrian Cup (1):
  - 1946
- Zentropa Cup (1):
  - 1951

### Huấn luyện viên
- ADO Den Haag
  - Dutch Cup: 1967–68
- Feyenoord
  - Dutch Championship: 1970–71
  - European Cup: 1969–70
  - Intercontinental Cup: 1970
- Club Brugge
  - Belgian Championship: 1975–76, 1976–77, 1977–78
  - Belgian Cup: 1976–77
  - UEFA Cup: 1975-76 (Runner-up)
  - European Cup: 1977-78 (Runner-up)
- Standard Liège
  - Belgian Cup: 1980–81
  - Belgian Supercup: 1981
  - Belgian Championship: 1979-80 (Runner-up)
- The Netherlands
  - FIFA World Cup: (Runner–Up) 1978
- Hamburger SV
  - German Championship: 1981–82, 1982–83
  - German Cup: 1986–87
  - European Cup: 1982–83
  - UEFA Cup: 1981–82 (Runner-up)
  - European Super Cup: 1983 (Runner-up)
  - Intercontinental Cup: 1983 (Runner-up)
- FC Swarovski Tirol
  - Austrian Championship: 1988–89, 1989–90
  - Austrian Cup: 1988–89